# Sarry Karryjew
Sarry Karryjew (russisch Сарры Каррыев; * 19. Januar 1906 in Kotsch, Russisches Kaiserreich; † 1986 in Aşgabat, Turkmenische SSR, Sowjetunion) war ein sowjetischer Film-Schauspieler.

## Leben
Sarry Karryjew kam in dem Dorf Kotsch im turkmenischen Distrikt Gyzylarbat zur Welt. Seine Mutter starb bei der Geburt, so dass er von seiner Tante aufgezogen wurde. Die Kindheit des späteren Schauspielers war von Armut geprägt, so konnte Karryjew die Schule nicht beenden, da er nachts in einer Eisenbahnwerkstatt arbeitete und dadurch häufig den Unterricht versäumte.
1940 gab er in Дурсун (Dursun) sein Debüt. Nach seinem zweiten Film, Прокурор (Prokuror, 1941), meldete sich Karryjew, der auch Veteran des Russischen Bürgerkrieges war, freiwillig zur Front. Infolge einer in der Schlacht von Stalingrad erlittenen Beinverletzung kehrte er am 26. Januar 1943 nach Aşgabat zurück und konnte seine Filmlaufbahn nach Kriegsende fortsetzen. In Die ferne Braut (1948) hatte Karryjew seinen ersten Auftritt in einem auch international gezeigten Film. Sieben Jahre später gab er in Хитрость старого Ашира (Chitrost starogo Aschira) zum einzigen Mal eine Hauptrolle. Zu seinem weiteren Schaffen gehörte eine kleine Nebenrolle in dem Sozialdrama Случай в Даш-Кале (Slutschai w Dasch-Kale, 1963), an dessen Drehbuch der Schriftsteller Moris Dawidowitsch Simaschko beteiligt war, und der 2-teilige Revolutionsfilm Решающий шаг (Reschajuschtschi schag, 1965). Nachdem der Regisseur Boris Ryzarew auf Karryjew aufmerksam geworden war, engagierte er ihn als Darsteller des Dschinn in Aladins Wunderlampe (1967). Dies war zugleich die einzig große Rolle des glatzköpfigen Schauspielers in einem auch außerhalb der Sowjetunion veröffentlichten Film. Walentin Brylejew, sein Filmpartner in der Märchenadaption, synchronisierte Karryjew in der russischsprachigen Fassung der Komödie Meniň Dostum Meleguş (rus.: Мой друг Мелекуш, Moi drug Melekusch, 1972), in der die Zucht der Achal-Tekkiner thematisiert wird. Seine letzten Rollen spielte Karryjew in dem Fernsehfilm Люди моего аула (Ljudi mojego aula, 1983) und in Джигит всегда джигит (Dschigit wsegda dschigit, 1985). Er trat in über 20 Filmen auf, überwiegend für das Studio Turkmenfilm.
Karryjew war viele Jahre verheiratet, seine Frau Schekir brachte vier Kinder aus ihrer ersten Ehe in die Beziehung ein. Er starb im Frühjahr 1986 in Aşgabat.

## Ehrungen
Karryjew war Träger des Titels Volkskünstler der Turkmenischen SSR. Für seine Dienste im Deutsch-Sowjetischen Krieg erhielt er am 6. April 1985 den Orden des Vaterländischen Krieges I. Klasse.

## Filmografie (Auswahl)
- 1948: Die ferne Braut (Daljokaja newesta)
- 1955: Хитрость старого Ашира (Chitrost starogo Aschira)
- 1965: Решающий шаг (Reschajuschtschi schag)
- 1967: Aladins Wunderlampe (Wolschebnaja lampa Aladdina)
- 1968: Рабыня (Rabynja)